# Blaupfeile
Die Blaupfeile (Orthetrum) sind eine Libellen-Gattung aus der Unterfamilie Libellulinae. Die Gattung wurde 1833 durch Newman eingerichtet. Mit über 80 Arten ist sie eine der artenreichsten Gattungen der Libellen.

## Kladistik
In der Kladistik wird die Gattung Orthetrum zusammen mit der Gattung Libellula innerhalb der Libellulinae allen anderen Gattungen dieser Unterfamilie gegenübergestellt. Für die Unterfamilien der Segellibellen gibt es aktuell keine Untersuchung, die eine dichotome Darstellung der Phylogenie erlaubt, die Libellulinae lassen sich nach aktuellem Forschungsstand also nicht eindeutig einer anderen Unterfamilie als Schwestergruppe gegenüberstellen.
|                         | ? andere Unterfamilien                                                                                             |
|                         | |
| Libellulinae            | \| \| andere Gattungen \| \| \| \| \| \| Orthetrum \| \| \| \| \| \| Libellula \| \| Vorlage:Klade/Wartung/3 \| \| |
|                         | \| \| andere Gattungen \| \| \| \| \| \| Orthetrum \| \| \| \| \| \| Libellula \| \| Vorlage:Klade/Wartung/3 \| \| |
|                         | andere Gattungen                                                                                                   |
|                         | |
|                         | Orthetrum |
|                         | |
|                         | Libellula |
| Vorlage:Klade/Wartung/3 | |

|                         | andere Gattungen |
|                         |                  |
|                         | Orthetrum        |
|                         |                  |
|                         | Libellula        |
| Vorlage:Klade/Wartung/3 |                  |

## Systematik
Der Gattung Orthetrum gehören folgende Arten an:
- Orthetrum abbotti
- Orthetrum africanum
- Östlicher Blaupfeil Orthetrum albistylum
- Orthetrum anceps
- Orthetrum angustiventre
- Orthetrum austeni
- Orthetrum austrosundanum
- Orthetrum azureum
- Orthetrum balteatum
- Orthetrum borneense
- Orthetrum boumiera
- Orthetrum brachiale
- Südlicher Blaupfeil Orthetrum brunneum
- Orthetrum caffrum
- Orthetrum caledonicum
- Orthetrum camerunense
- Großer Blaupfeil Orthetrum cancellatum
- Orthetrum capense
- Orthetrum chandrabali
- Orthetrum chrysis
- Rahmstreif-Blaupfeil Orthetrum chrysostigma
- Kleiner Blaupfeil Orthetrum coerulescens
- Orthetrum glaucum
- Orthetrum guineense
- Orthetrum guptai
- Orthetrum helena
- Orthetrum hintzi
- Orthetrum icteromelas
- Orthetrum internum
- Orthetrum japonicum
- Orthetrum julia
- Orthetrum kollmannspergeri
- Orthetrum kristenseni
- Orthetrum latihami
- Orthetrum lemur
- Orthetrum lineostigma
- Orthetrum luzonicum
- Orthetrum machadoi
- Orthetrum macrostigma
- Orthetrum martensi
- Orthetrum melania
- Orthetrum microstigma
- Orthetrum migratum
- Orthetrum monardi
- Gelbader-Blaupfeil Orthetrum nitidinerve
- Orthetrum poecilops
- Orthetrum pruinosum
- Orthetrum ransonneti
- Orthetrum robustum
- Orthetrum rubens
- Schlanker Blaupfeil Orthetrum sabina
- Orthetrum saegeri
- Orthetrum sagitta
- Orthetrum serapia
- Orthetrum signiferum
- Orthetrum silvarum
- Orthetrum stemmale
- Zierlicher Blaupfeil Orthetrum taeniolatum
- Orthetrum testaceum
- Orthetrum triangulare
- Langer Blaupfeil Orthetrum trinacria
- Orthetrum villosovittatum